# Piotr Krysiak (łyżwiarz szybki)

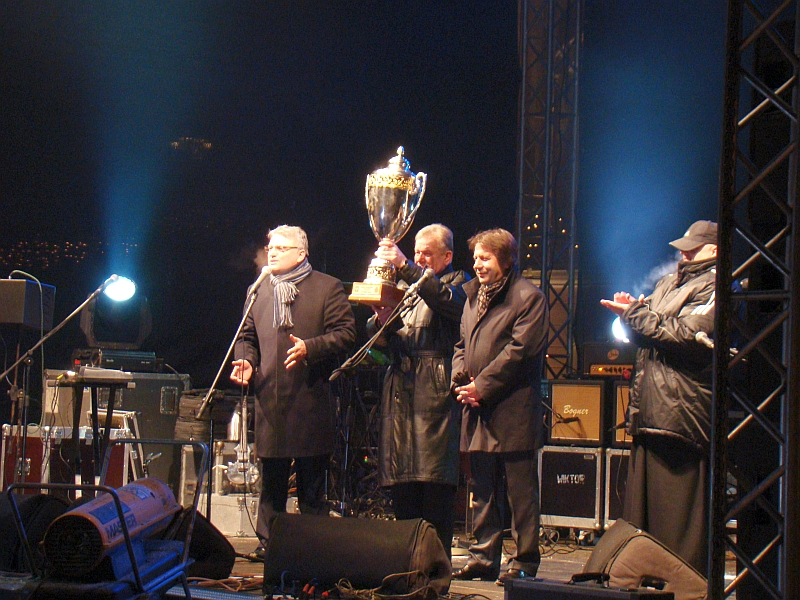
Piotr Krysiak (drugi od prawej) podczas prezentacji Pucharu Polski w hokeju na lodzie (Sanok, 1 stycznia 2011)

Piotr Mieczysław Krysiak (ur. 4 stycznia 1959) – polski łyżwiarz szybki, wielokrotny mistrz kraju. Działacz sportowy.

## Życiorys
W karierze łyżwiarza szybkiego reprezentował barwy klubów SNPTT Zakopane, Olimpia Elbląg i SKŁ Górnik Sanok (w 1984 roku przeniósł się z Olimpii do SKŁ Górnika Sanok, w barwach klubu z Sanoka startował od 1985). Przez trzy lata startów w barwach Górnika Sanok zdobył 15 medali mistrzostw Polski seniorów na dystansach i w wieloboju (5 złotych, 7 srebrnych i 3 brązowe). W trakcie kariery zawodniczej podjął studia na Akademii Wychowania Fizycznego. Brał udział w edycjach łyżwiarskiego Maratonu Walterowskiego, upamiętniającego gen. Karola Świerczewskiego (I: 23 marca 1986, II: 22 marca 1987). W sezonie 1987/1988 walczył o uzyskanie minimum gwarantującego zakwalifikowanie na Zimowe Igrzyska Olimpijskie 1988 w Calgary, jednak nie został zaakceptowany przez PZŁS do składy polskiej kadry na igrzyska. Zakończył karierę w grudniu 1989.
Pełnił funkcję dyrektora hotelu „Sanvit” w Sanoku. Został działaczem hokeja na lodzie. Od 11 stycznia zasiadał w zarządzie Klubu Hokejowego Sanok. Później wiceprezes i od maja 2007 prezes zarządu KH Sanok, po przekształceniu Ciarko PBS Bank Klub Hokejowy Sanok sp. z o.o. do 2012. Od 2012. 16 maja 2013 Rada Nadzorcza spółki odwołała go z funkcji prezesa zarządu.
Od 2013 prezes zarządu firmy Nordic Sport. W 2014 zasiadł w zarządach spółek z Tarnobrzega i Rzeszowa.
W czerwcu 2015 Prokuratura Okręgowa w Krośnie przedstawiła Piotrowi K. zarzuty poświadczenia nieprawdy i przekroczenia przepisów kodeksu spółek handlowych.

## Osiągnięcia

### Mistrzostwa Polski
W barwach Górnika Sanok zdobył łącznie 15 medali Mistrzostw Polski seniorów: 5 złotych 7 srebrnych i 3 brązowe. Wybrane sukcesy:
- Mistrzostwa Polski juniorów 1987:
  - złoty medal (3000 m)[2]
- Mistrzostwa Polski w Łyżwiarstwie Szybkim w Wieloboju 1978:
  - brązowy medal
- Mistrzostwa Polski w Łyżwiarstwie Szybkim w Wieloboju 1980:
  - srebrny medal
- Mistrzostwa Polski w Łyżwiarstwie Szybkim w Wieloboju 1981:
  - srebrny medal
- Mistrzostwa Polski w Łyżwiarstwie Szybkim w Wieloboju 1982:
  - złoty medal
- Mistrzostwa Polski w Łyżwiarstwie Szybkim w Wieloboju 1983:
  - złoty medal
- Mistrzostwa Polski w Łyżwiarstwie Szybkim w Wieloboju 1985:
  - złoty medal
- Mistrzostwa Polski w Łyżwiarstwie Szybkim w Wieloboju 1984:
  - 5. miejsce
- Mistrzostwa Polski w Łyżwiarstwie Szybkim w Wieloboju 1986:
  - srebrny medal[28]
- Mistrzostwa Polski w Łyżwiarstwie Szybkim w Wieloboju 1987:
  - złoty medal[29]
- Mistrzostwa Polski w Łyżwiarstwie Szybkim na Dystansach 1987[30][31][32][33]:
  - srebrny medal (1000 m)
  - srebrny medal (1500 m)
  - brązowy medal (5000 m)
- Mistrzostwa Polski w Łyżwiarstwie Szybkim na Dystansach 1988[34]:
  - złoty medal (1500 m)
  - złoty medal (5000 m)
  - srebrny medal (1000 m)
- Mistrzostwa Polski w Łyżwiarstwie Szybkim w Wieloboju 1988:
  - nie startował z uwagi na udział w Mistrzostwach Świata w Wieloboju w Medok (Kazachstan)[35]

### Puchar Polski
- 1987 – Zwycięzca klasyfikacji[36], w tym Puchar Sanoka jako etap eliminacyjny[37]

### Mistrzostwa Europy
- 1980 – 16. miejsce (500m) na Mistrzostwach Europy w Wieloboju w Trondheim (Norwegia)
- 1980 – 19. miejsce (1500m) na Mistrzostwach Europy w Wieloboju w Trondheim (Norwegia)
- 1980 – 22. miejsce (5000m) na Mistrzostwach Europy w Wieloboju w Trondheim (Norwegia)
- 1980 – 20. miejsce na Mistrzostwach Europy w Wieloboju w Trondheim (Norwegia)
- 1981 – 20. miejsce (500m) na Mistrzostwach Europy w Wieloboju w Deventer (Holandia)
- 1981 – 27. miejsce (1500m) na Mistrzostwach Europy w Wieloboju w Deventer (Holandia)
- 1981 – 28. miejsce (5000m) na Mistrzostwach Europy w Wieloboju w Deventer (Holandia)
- 1981 – 27. miejsce na Mistrzostwach Europy w Wieloboju w Deventer (Holandia)
- 1983 – 18. miejsce (500m) na Mistrzostwach Europy w Wieloboju w Hadze (Holandia)
- 1983 – 22. miejsce (1500m) na Mistrzostwach Europy w Wieloboju w Hadze (Holandia)
- 1983 – 24. miejsce (5000m) na Mistrzostwach Europy w Wieloboju w Hadze (Holandia)
- 1983 – 21. miejsce na Mistrzostwach Europy w Wieloboju w Hadze (Holandia)
- 1984 – 18. miejsce (500m) na Mistrzostwach Europy w Wieloboju w Larvik (Norwegia)
- 1984 – 17. miejsce (1500m) na Mistrzostwach Europy w Wieloboju w Larvik (Norwegia)
- 1984 – 22. miejsce (5000m) na Mistrzostwach Europy w Wieloboju w Larvik (Norwegia)
- 1984 – 19. miejsce na Mistrzostwach Europy w Wieloboju w Larvik (Norwegia)
- 1984 – 12. miejsce (500m) na Mistrzostwach Świata w Wieloboju w Göteborgu (Szwecja)
- 1984 – 20. miejsce (1500m) na Mistrzostwach Świata w Wieloboju w Göteborgu (Szwecja)
- 1984 – 30. miejsce (5000m) na Mistrzostwach Świata w Wieloboju w Göteborgu (Szwecja)
- 1984 – 19. miejsce na Mistrzostwach Europy w Wieloboju w Göteborgu (Szwecja)
- 1988 – 10. miejsce (500m) na Mistrzostwach Europy w Wieloboju w Hadze (Holandia)
- 1988 – 9. miejsce (1500m) na Mistrzostwach Europy w Wieloboju w Hadze (Holandia)
- 1988 – 25. miejsce (5000m) na Mistrzostwach Europy w Wieloboju w Hadze (Holandia)
- 1988 – 19. miejsce na Mistrzostwach Europy w Wieloboju w Hadze (Holandia)
- 1988 – 35. miejsce (500m) na Mistrzostwach Świata w Wieloboju w Medeo (ZSRR)
- 1988 – 33. miejsce (1500m) na Mistrzostwach Świata w Wieloboju w Medeo (ZSRR)
- 1988 – 15. miejsce (5000m) na Mistrzostwach Świata w Wieloboju w Medeo (ZSRR)[38]

### Mistrzostwa Świata
- 1984 – 27. miejsce (1500m) na Mistrzostwach Świata w Wieloboju w Göteborgu (Szwecja)
- 1988 – 32. miejsce (1500m) na Mistrzostwach Świata w Wieloboju w Medeo (ZSRR)

### Rekordy
- Rekord Polski na dystansie 3000m: 4:17,9 (podczas zawodów w Warszawie 19-20 listopada 1983)[39]:

## Odznaczenia i wyróżnienia
- 1987 – 23. miejsce w Plebiscycie na Najpopularniejszego Sportowca Polski Południowo-Wschodniej 1986 roku organizowanego przez dziennik „Nowiny”[40]
- 1987 – Pierwsze miejsce w Plebiscycie na Najpopularniejszego Sportowca Województwa Krośnieńskiego 1986 roku organizowanego przez czasopismo „Podkarpacie”[41][42]
- 1987 – Pierwsze miejsce w Plebiscycie na Najpopularniejszego Sportowca Sanoka 1986 roku organizowanego przez czasopismo „Gazeta Sanocka – Autosan”[43][44]
- 1988 – 12. miejsce w Plebiscycie na Najpopularniejszego Sportowca Polski Południowo-Wschodniej 1987 roku organizowanego przez dziennik „Nowiny”[45]
- 1988 – Pierwsze miejsce w Plebiscycie na Najpopularniejszego Sportowca Sanoka 1987 roku organizowanego przez czasopismo „Gazeta Sanocka – Autosan”[46]
- 1988 – list gratulacyjny od przedstawicieli władz miasta Sanoka, Wiesława Skałkowskiego i Ryszarda Grzebienia[47]
- 1989 – 15. miejsce w Plebiscycie na Najpopularniejszego Sportowca Polski Południowo-Wschodniej 1988 roku organizowanego przez dziennik „Nowiny”[48]
- 1989 – Pierwsze miejsce w Plebiscycie na Najpopularniejszego Sportowca Województwa Krośnieńskiego 1988 roku organizowanego przez czasopismo „Podkarpacie”[49]
- 1989 – Drugie miejsce w Plebiscycie na Najpopularniejszego Sportowca Sanoka 1988 roku organizowanego przez czasopismo „Gazeta Sanocka – Autosan”[50]
- 1990 – Odznaka „za zasługi dla województwa krośnieńskiego” (przyznana przez WRN w Krośnie za wysokie osiągnięcia sportowe i godne reprezentowanie krośnieńskiego sportu)[13].
- 2011 – Złota odznaka „Zasłużony dla PZŁS” (z okazji 90-lecia istnienia Polskiego Związku Łyżwiarstwa Szybkiego)[51][52].
- 2012 – Nagroda Burmistrza Miasta Sanoka Wojciecha Blecharczyka dla trenerów i działaczy sportowych[53][54].